# Vignolles
Vignolles ist eine französische Gemeinde mit 161 Einwohnern (Stand: 1. Januar 2022) im Département Charente. Sie gehört zum Arrondissement Cognac und zum Kanton Charente-Sud. Die Einwohner werden Vignollais genannt.

## Geographie
Vignolles liegt etwa 27 Kilometer südwestlich von Angoulême. Die Nachbargemeinden sind Bellevigne im Norden, Ladiville im Osten, Saint-Bonnet im Süden, Barbezieux-Saint-Hilaire im Südwesten sowie Saint-Médard im Westen.
Durch die Gemeinde führt die Route nationale 10.

## Bevölkerungsentwicklung
| Jahr                       | 1962 | 1968 | 1975 | 1982 | 1990 | 1999 | 2006 | 2019 |
| -------------------------- | ---- | ---- | ---- | ---- | ---- | ---- | ---- | ---- |
| Einwohner                  | 277  | 264  | 191  | 187  | 181  | 183  | 204  | 165  |
| Quellen: Cassini und INSEE |      |      |      |      |      |      |      |      |

## Sehenswürdigkeiten
- Kirche Notre-Dame aus dem 12. Jahrhundert, seit 1991 Monument historique

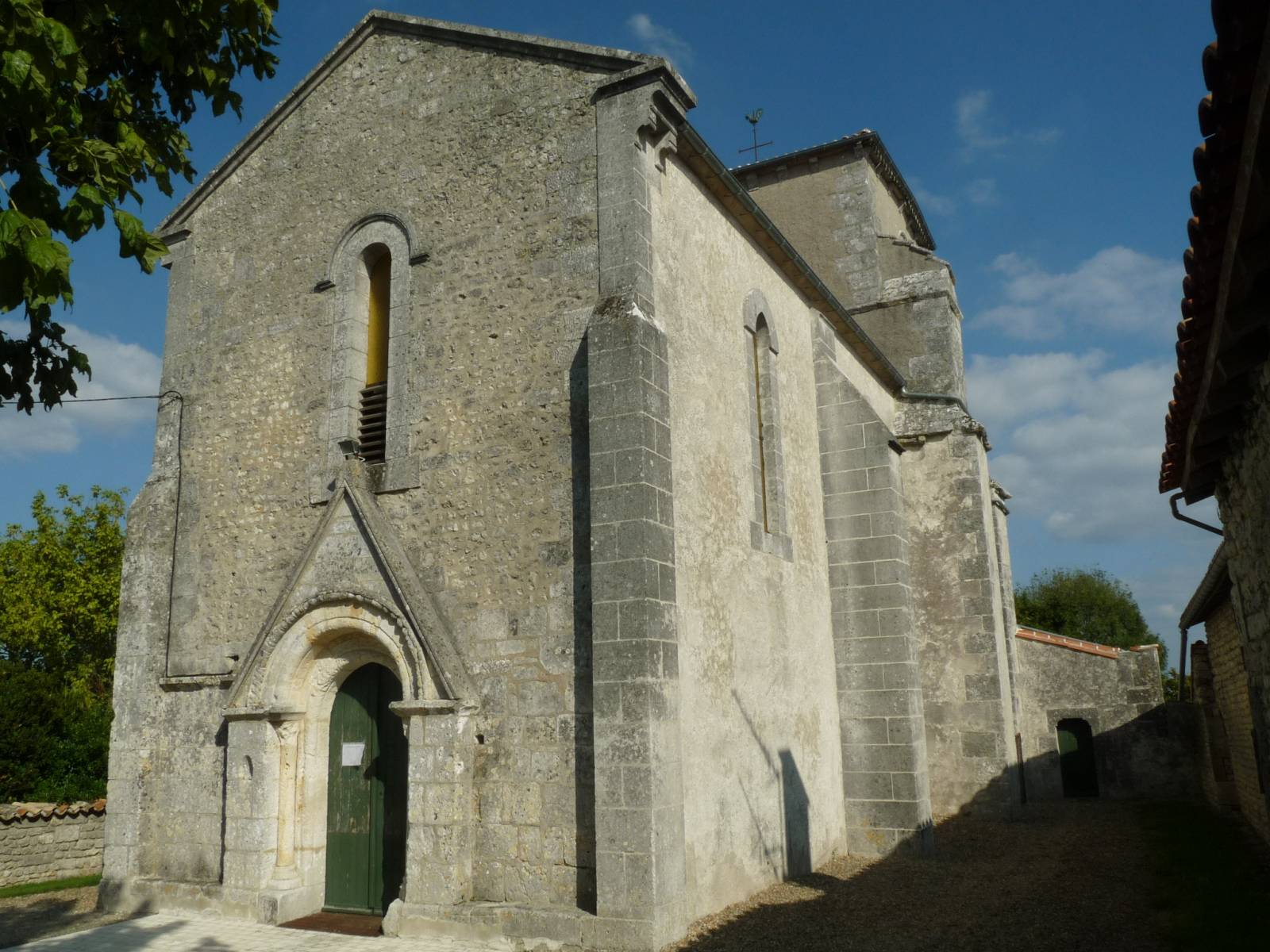
Kirche Notre-Dame